# ゴードン・ウィリス
ゴードン・ウィリス（Gordon Willis, 1931年5月28日 - 2014年5月18日）はアメリカ合衆国のニューヨーク生まれの映画カメラマン、撮影監督。

## プロフィール
幼少時代は、撮影所のメイキャップ係である父親の縁で子役などを経験し、その後、写真に興味を持ち、兵役を経て、コマーシャルやドキュメンタリーの撮影の仕事に就く。その後、1970年に劇映画の撮影を担当し、ロバート・ベントン監督の『夕陽の群盗』やアラン・J・パクラ監督の『コールガール』の撮影を担当し、コマーシャルやドキュメンタリーの世界で培った斬新で芸術的な映像設計は注目を集めた。
1972年には、フランシス・フォード・コッポラ監督の『ゴッドファーザー』の撮影を担当する。オープニングシーンから当時としては画期的であった陰影に満ちた照明（ヴィトー・コルレオーネに扮するマーロン・ブランドの目が、影に隠れ見えない）と琥珀色のトーンに満ちたノスタルジックな色彩、絵画のように構成された画面など、素晴らしい映像手腕を発揮し、映画界に衝撃を与えた。その後は、引き続き同シリーズの『ゴッドファーザー PART II』『ゴッドファーザー PART III』の撮影を担当し、『〜PART III』ではアカデミー賞にノミネートされた。
1970年代後半からは、同じくニューヨークで活動していたウディ・アレン監督の作品を担当する。現代人の不安を諧謔的に描くアレンの世界を、ウィリスはその映像技法で的確に支え、『アニー・ホール』、『マンハッタン』、『カメレオンマン』など数々の話題作を生み出した。
仕事の範囲は米国東海岸を主とし、アカデミー賞ノミネートの回数は少なかったが、一方でその独創的な映像美を生み出す手腕は多くの撮影監督の尊敬を集め、アメリカ映画界に大きな影響を与えた。
映画界の多様化と体力的な問題から年を追うことに寡作となり、1998年には旧知の仲であったアラン・J・パクラ監督の急逝にともない、映画界から完全に引退。以後は家族とともに穏やかな隠居生活を送る一方で、時折、講演会やインタビュー等に応じ、健在ぶりを発揮した。
2003年、ICG（国際撮影監督協会）は映画撮影史上最も影響を与えた人物としてビリー・ビッツアー、ジョーダン・クローネンウェス、コンラッド・L・ホール、ジェームズ・ウォン・ハウ、 ヴィットリオ・ストラーロ、グレッグ・トーランド、ハスケル・ウェクスラー、フレディ・ヤング、ヴィルモス・スィグモンド、スヴェン・ニクヴィストと並んで選出され、2009年11月14日には米映画芸術科学アカデミーよりアカデミー名誉賞を授与された。
2014年5月18日、マサチューセッツ州ファルマスで死去。82歳没。死因は明らかにされていないが、癌で闘病生活を送っていたことが報じられている

## 主な担当作品
- 真夜中の青春 - The Landlord （1970年）
- コールガール - Klute （1971年）
- ゴッドファーザー - The Godfather （1972年）
- 夕陽の群盗 - Bad Company （1972年）
- ペーパーチェイス - The Paper Chase （1973年）
- ゴッドファーザー PART II - The Godfather: Part II （1974年）
- パララックス・ビュー - The Parallax View （1974年）
- ハーパー探偵シリーズ/新・動く標的 - The Drowning Pool （1975年）
- 大統領の陰謀 - All the President's Men （1976年）
- アニー・ホール - Annie Hall （1977年）
- インテリア - Interiors （1978年）
- マンハッタン - Manhattan （1979年）
- エミリーの窓 - Windows （1980年、監督・撮影）
- スターダスト・メモリー - Stardust Memories （1980年）
- サマー・ナイト - A Midsummer Night's Sex Comedy （1982年）
- カメレオンマン  - Zelig （1983年）
- ブロードウェイのダニー・ローズ - Broadway Danny Rose （1984年）
- パーフェクト（英語版）- Perfect （1985年）
- カイロの紫のバラ - The Purple Rose of Cairo （1985年）
- マネー・ピット - The Money Pit （1986年）
- ピックアップ・アーチスト（英語版） - The Pick-up Artist （1987年）
- 再会の街/ブライトライツ・ビッグシティ - Bright Lights, Big City （1988年）
- 推定無罪 - Presumed Innocent （1990年）
- ゴッドファーザー PART III - The Godfather: Part III （1990年）
- 冷たい月を抱く女 - Malice （1993年）
- デビル - The Devil's Own （1997年）